# Scutum (Schutzwaffe)

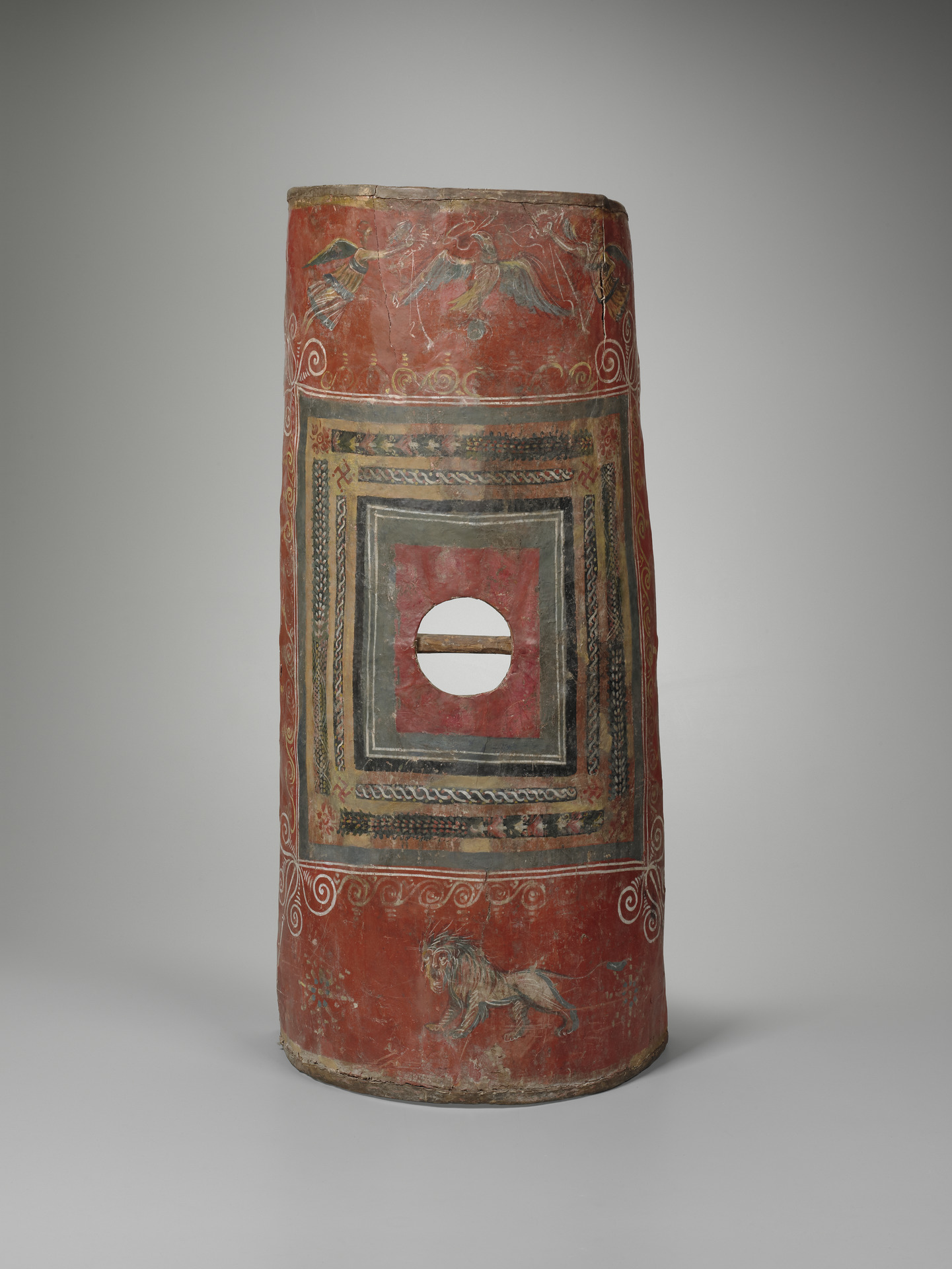
Scutum aus Dura Europos

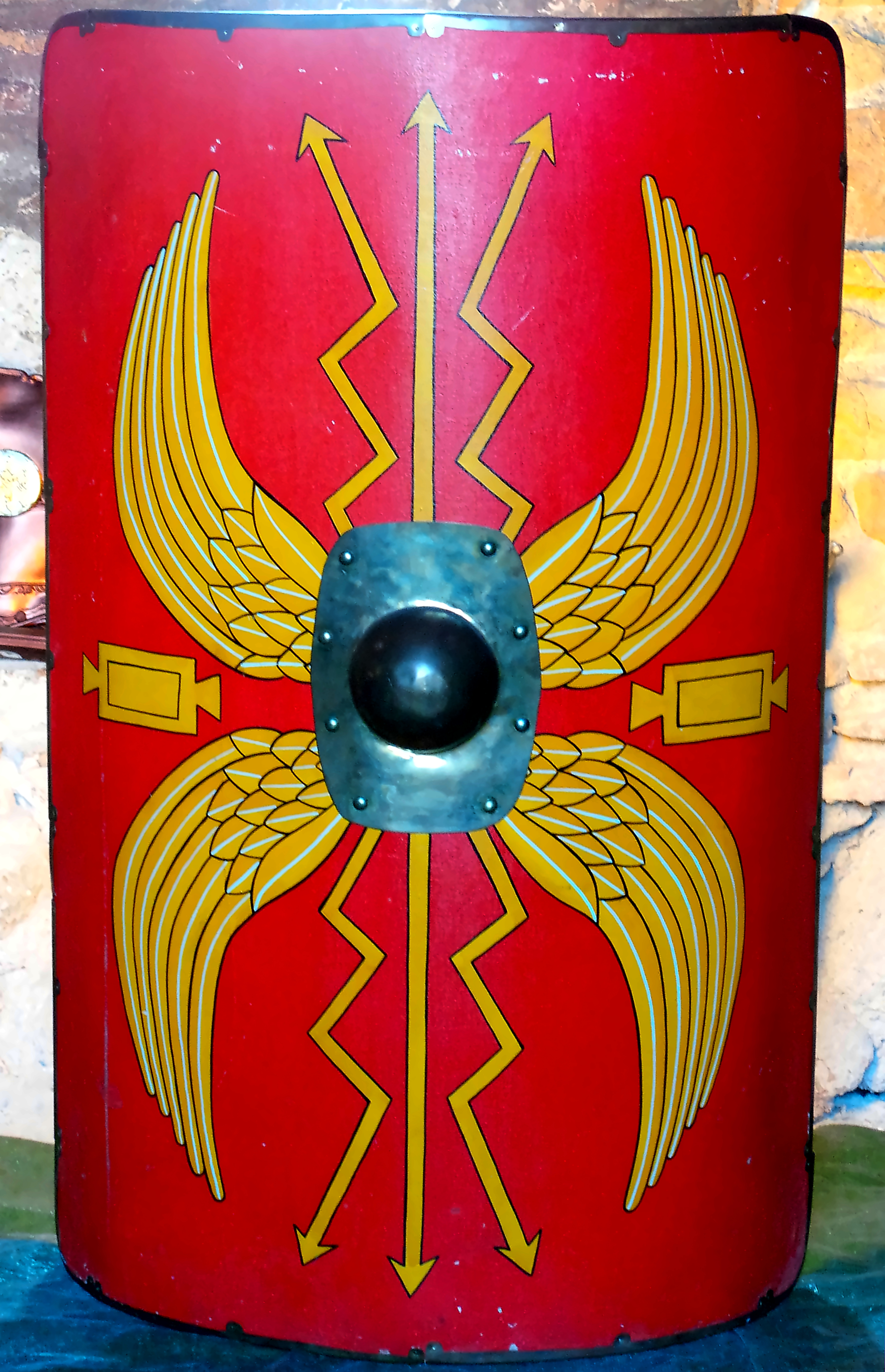
Moderne Rekonstruktion eines römischen „Turmschilds“; ausgestellt im Stadtmauermuseum Porta San Sebastiano in Rom.

Das Scutum (Latein, Plural Scuta; von griechisch [τό] σκῦτος [tó] skȳtos, deutsch ‚[das] Leder‘) war ein großer ovaler, später rechteckiger, und stets gewölbter Holzschild. Das scutum, auch „Turmschild“ genannt, war Teil der Schutzbewaffnung der Legionäre der römischen Armee.

## Aufbau
Anfänglich von ovaler Form, setzte sich Mitte des 1. Jahrhunderts n. Chr. der rechteckige Typus durch. Der etwa neun Kilogramm schwere Schild wurde an einem horizontalen Griff mit der linken Hand getragen. Das rechteckige scutum war etwa 120–130 cm hoch und hatte eine Breite von ca. 60–70 cm. Über der kreisförmigen Aussparung für den Griff wurde zum Schutz der Hand ein Holzbuckel und davor ein oft rechteckiger Metallbuckel (umbo) befestigt, so dass Geschosse abgleiten konnten. Außerdem konnte er sogar als Waffe benutzt werden, z. B. indem man ihn dem Gegner in Gesicht oder Unterleib rammte. Möglicherweise war früher auch noch ein Stachel auf dem umbo befestigt, um ihn noch effektiver zu machen, aber dies ist umstritten.

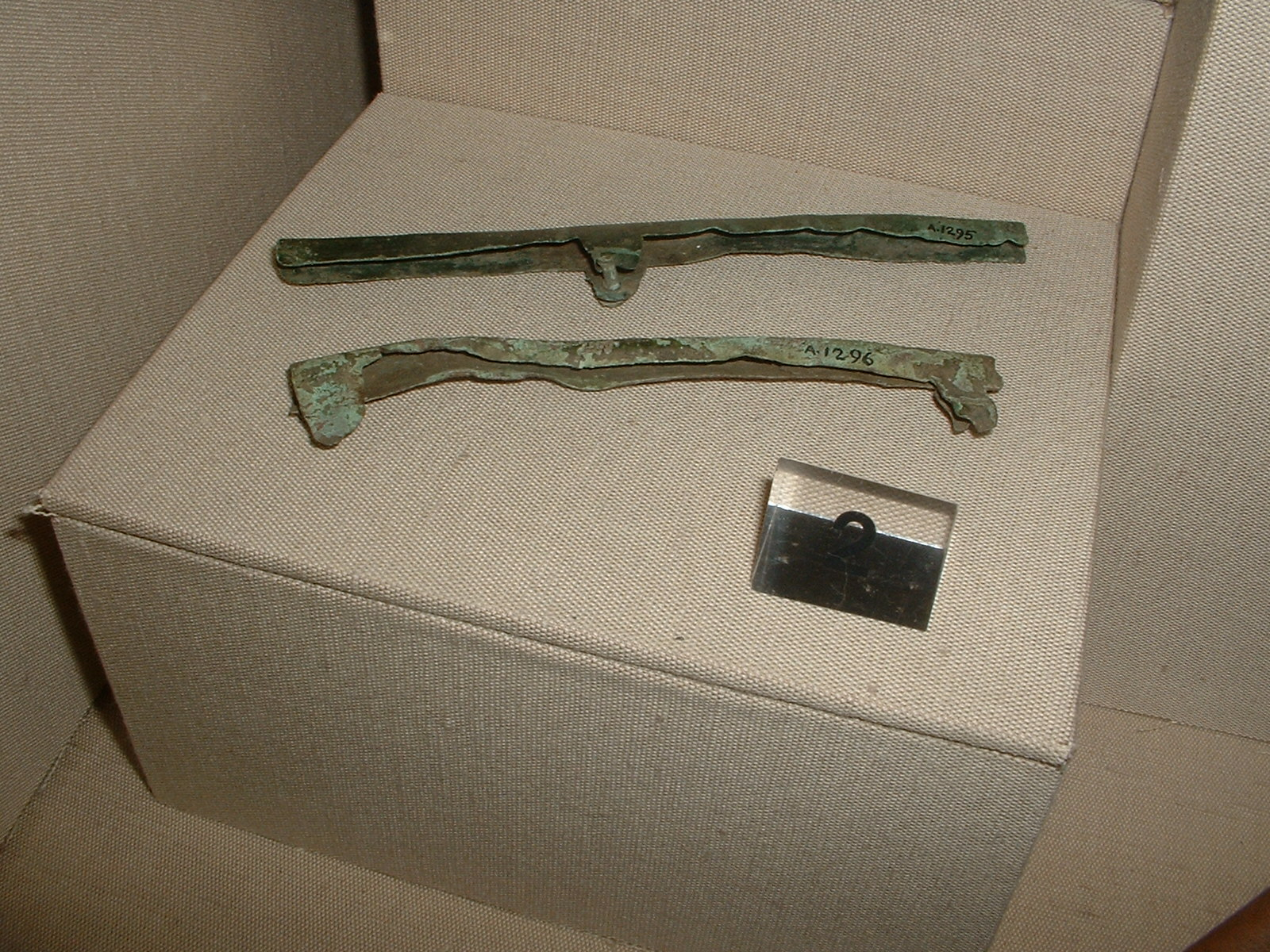
Randverstärkung

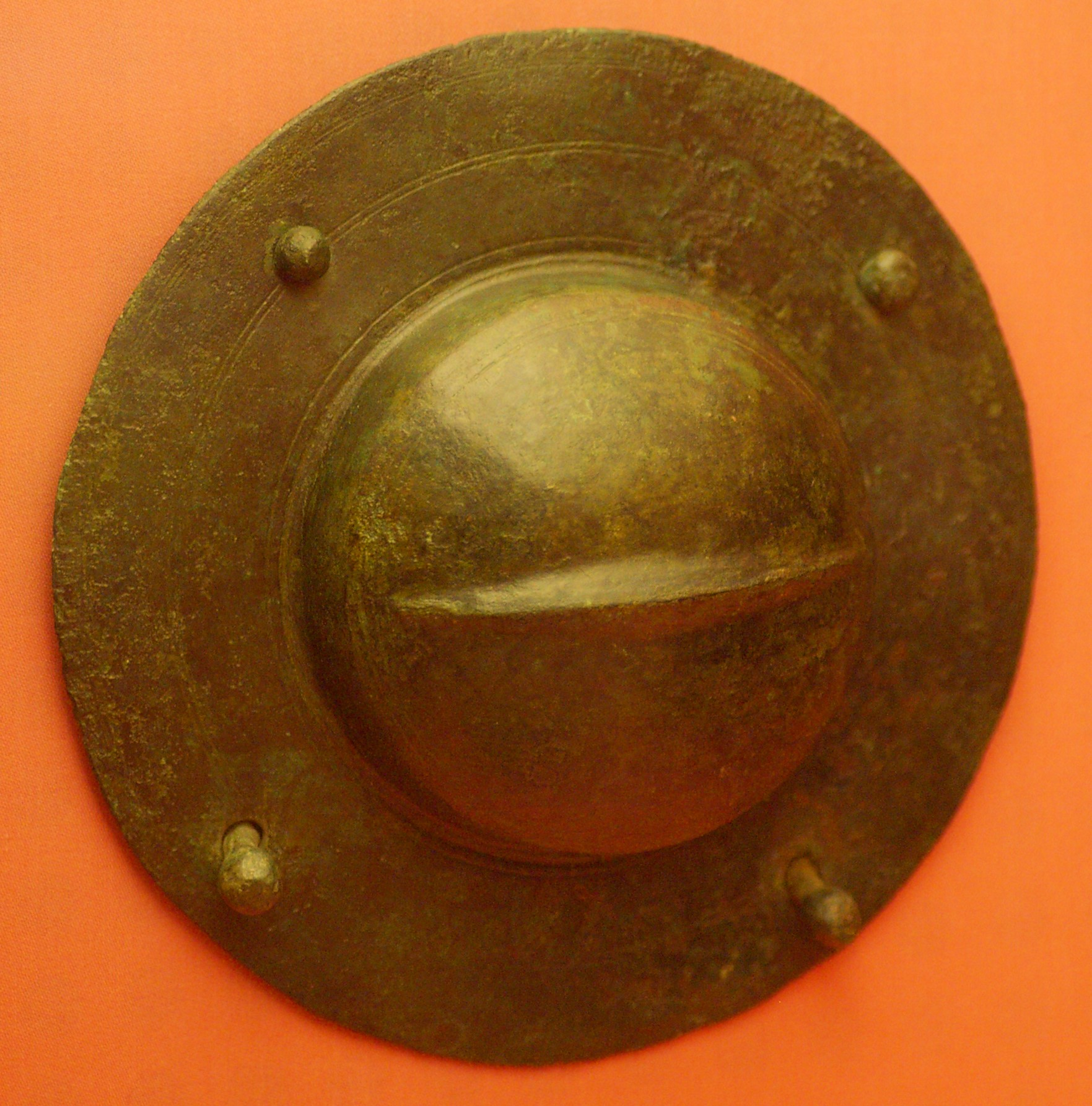
Schildbuckel

Das scutum bestand aus drei jeweils rechtwinklig zueinander verleimten Lagen Holzleisten, ähnlich heutigem Sperrholz, von zusammen etwa 0,7–1 cm Dicke. Die Oberfläche des scutums war mit Leinen oder Rohhaut, manchmal auch Filz oder Leder beklebt, um ein Aufspalten des Schildes bei Treffern zu verhindern. Zum gleichen Zweck waren die Ränder mit Bronzeblechstreifen umfasst. Außerdem war meistens in der Längsmitte ein Bronzegrat aufgenietet, der dem Schild weitere Stabilität verlieh.
Die Schildbemalung variierte von Einheit zu Einheit.
Vom ovalen scutum sind die ebenfalls ovalen, jedoch flachen Schilde der Auxiliartruppen und Reiterei (Parma equestris) zu unterscheiden.
Die Römer übernahmen das Scutum von den Samniten, ergänzten es aber durch eine zusätzliche dritte verleimte Holzschicht.

## Einsatz
Mit seinem hohen Gewicht stellte das scutum eine nicht unerhebliche Belastung dar. Taktisch war es aber offensichtlich von einem ausreichend großen Wert, um diesen Nachteil zu rechtfertigen. Vor dem Körper gehalten, schützte es mit seiner Höhe fast den ganzen Körper, durch die Wölbung war es zum einen sehr stabil und konnte zum anderen trotz seiner Größe auch in enger Formation noch um den Körper geführt werden, wie es etwa im Fechtkampf notwendig war. Zudem war der Schildbuckel dazu geeignet, Feinde zu rammen. Bei feindlichem Beschuss konnten die Legionäre das scutum auf dem Boden aufsetzen und sich dahinter vollständig verbergen.
Bei Märschen wurden die Schilde zum Schutz gegen Feuchtigkeit und Verschmutzung in eine Hülle (tegimenta scuti) aus Leder gegeben und an zwei Riemen über den Rücken gehängt.

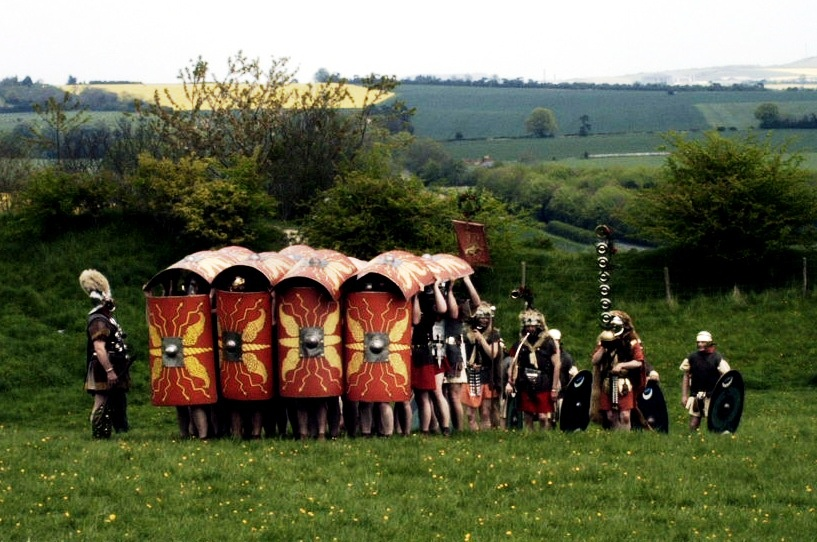
Testudo, von Reenactors nachgestellt

Besondere Bedeutung erlangte das Scutum in der Schildkrötenformation (Testudo, siehe Bild). Die Legionäre waren dabei so kompakt aufgestellt, dass die dichten Reihen der Schilde einen wirksamen Schutz gegen Beschuss für die gesamte Gruppe bildeten.

## Verwendung bei Gladiatoren
Auch in der Arena fand das scutum Verwendung als Ausrüstung für die Gladiatoren. Die Ausrüstung der Gladiatoren orientierte sich von Anfang an in großen Teilen an der Ausrüstung des römischen Heeres. Gerade die Form und Abmessung der scuta der secutores und murmillones geht mit denen der Legionsinfanterie konform. Die Ähnlichkeit von militärischen und gladiatorischen Kampftechniken war frappierend. Nun wurde dieser Schild in der Arena im Einzelkampf benutzt. Dies erforderte viel Übung. Die Einzelkampftechniken wurden beibehalten, und das scutum war bei den Gladiatoren noch in Gebrauch, als es bei der römischen Armee schon lange ausgedient hatte. So findet sich bei den Gladiatorenkampfszenen der Borghese-Mosaiken aus dem Kryptoporticus einer Villa in Torrenova an der Via Casilina nahe dem antiken Tusculum der siegreiche, mit einem scutum bewaffnete secutor (?) Pampineus. Das Mosaik wird an den Anfang des 4. Jahrhunderts n. Chr. datiert.

## Archäologie
Anfang des 20. Jh. wurde ein Fund im ägyptischen Kasr El Harit gemacht.